# Клан Броди
Броди — один из древнейших кланов Шотландии.

## История клана

### Название клана
В ранних источниках название клана имело несколько вариантов: «Brochy», «Brothy», «Brothie», «Brothu», «Brode». Учитывая неопределенность происхождения названия клана Броди и различные способы произнесения/написания существуют теории значения имени клана:
- Гэльский —- "небольшой гребень"(«a little ridge»); "бровь"(«a brow») или "пропасть"(«a precipice»)[2]
- Старо ирландский —-   "канава" или "болото" от слова «broth»[3]
- "грязное место" — от гэльского слова «brothach»[4]
- "точка", "пятно" или "ровный участок земли" от гэльского слова «Brodha»[5]
- Нормандский[6] Французский словарь де ла Ноблесс ссылается на рыцаря 13-го века по имени Ги де Броти, который женился на дочери рыцаря Эмери де Гейн из Лимузена[7].
- Пиктский — от пиктского имени «Brude», «Bruide» или «Bridei» от пиктского короля имени Bridei[8][9][10].

Редкий архиерейский обрядник, обнаруженный в замке Броди в 1970 году и теперь находящийся в Британском музее, указывает на существование клана по крайней мере с 1000 года. Фамилия происходит от одноименного баронства в Морейшире. Король Малькольм IV в XII веке подтвердил за Броди право на земли в Морее. Первым упомянутым в истории вождем клана был Малькольм, тан Броди при Александре III, сын которого Майкл в 1311 году получил на свои земли грамоту от короля Роберта Брюса, по которой старое кельтское танство наделялось правами баронства.

### Происхождение клана
В истории клана много «белых пятен», так как в 1645 году все архивы клана были уничтожены во время пожара, когда в ходе Гражданской войны замок Броди, около Форреса, был сожжен лордом Льюисом Гордоном. Несмотря на это клан всегда был заметен как в местных, так и в общенациональных делах. Броди часто появляются в документах XII—XIV веков, касающихся других семейств. В течение всей длинной истории семейства Броди были связаны брачными узами со многими из самых крупных и знатных семейств Шотландии. Историк доктор Ян Гримбл предположил, что Броды были важной пиктской семьёй и выдвинул возможность связи между Броди и мужской линией Пиктских Королей.

### Ранняя история
Земли Броди находятся между Морайширом и Нэрнширом на современной границе, которая разделяет Шотландское нагорье и Морей. Во времена пиктов это место было в самом сердце Королевства Моравии. Ранние упоминания показывают, что земли Броди будут управляться вождями, а позднее - Тэнами. Часть земель Броди изначально была Землями Храма, принадлежавшими ордену тамплиеров. Майкл Броди из Броди получил договор от Роберта Брюса, подтверждающий владение земли Броди.

### XV — XVI век
- При Джоне Броди из Броди(7-й вождь клана Броди) клан был среди тех, кто помогал Маккензи победить в 1466 году Александра Макдональда из Лохалша при Блэр на Пэрк. Он принимал выдающееся участие в бою что породило дружбу между кланом Маккензи и кланом Броди[17][18].
- Клан Броди вступил в королевскую армию во главе с графом Атоллом против мятежного сына Повелителя островов Аонгаса Эга. Однако в 1481 году Аонгхас победил их в Лагабрааде, убив 517 членов королевской армии[19].
- Томам Броди, 11-й вождь клана, был убит в битве при Пинки Клю[20].
- В 1550 году Александр Броди при помощи Данбаров и клана Хэй напал на Клан Комин в Алтыре, стремясь убить их вождя Александра Камминга из Алтыра. В результате его посадили в рог, как мятежника за то, что он не явился на обвинение, но помиловали в следующем году[21].
- В 1562 году Александр Броди присоединился к клану Гордону и Джорджу Гордону, 4-му графу Хантли в его восстании против Марии, королевы шотландцев. Они были побеждены в битве при Корричи. Хантли умер, Броди сбежал, но был осужден, а его владения объявлены утраченными. В течение четырех лет приговор нависал над его головой, но в 1566 году королева, простив клан Гордон за их нелояльность, включила Александра Броди в королевский ордер и восстановив его имущество[21].

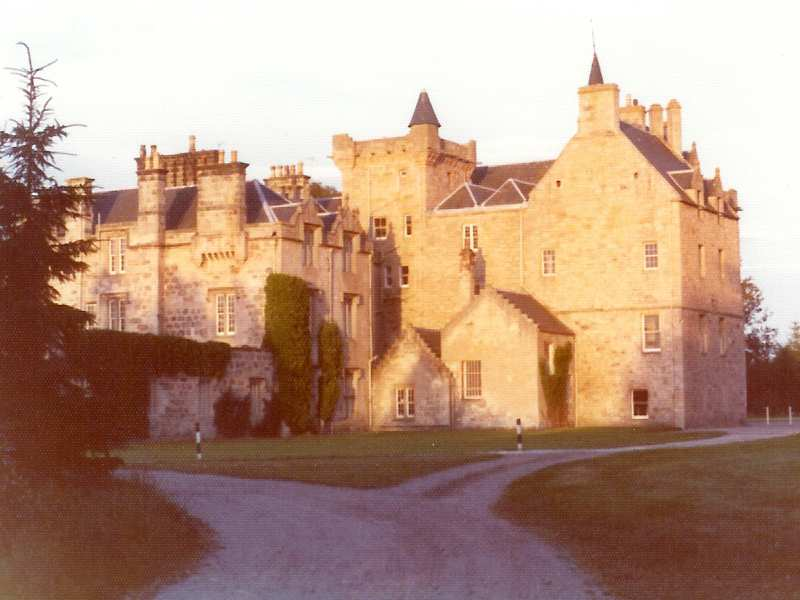
Замок Броди в 1976

### XVII век и гражданская война
- В 1645 году лорд Льюис Гордон сгорел в замке Броди, построенном в середине XVI века. Нынешнее здание представляет собой реставрацию этого здания, хотя башня, как полагают, датируется 1430 годом, а новейшие части были добавлены в 1820–1830 годах[22]. Рядом, на холме Дауни, находятся остатки форта железного века[23].
- ходе Гражданской войны XVII века Александр Броди из Броди в 1640 году разрушил собор в Элгине, а десять лет спустя был одним из специальных уполномоченных, посланных, чтобы убедить Карла II подписать национальный Ковенант и принять шотландскую корону. Позже он стал лордом Броди как сенатор Коллегии Правосудия.
- Лорд Броди из Броди дважды отправлялся в Гаагу, чтобы добиться возвращения изгнанного из Шотландии короля Карла II, сначала в 1649 году, а затем, с большой группой в 1650 году. Вторая поездка была успешной и он вернулся с королем[24][25][26][27].
- Александр Броди из Летена отправился на юг. Он командовал отрядом в битве при Данбаре[28].

### XVIII век, якобитское восстание
- Во время восстания якобитов в 1715 году Джеймс Броди 18-й вождь клана Броди, отказался отдать лошадей и людей лорду Хантли. Лорд Хантли угрожал «самой высокой угрозой военной казни, такой как разрушение его дома, разрушение его арендаторов, поджог и убийство их людей» если Броди не подчинится. Клан Броди продолжал сопротивляться удерживая форт. Неспособный атаковать(из-за отсутствия достаточного количества оружия) лорд Хантли был вынужден отказаться от своих угроз[29].
- В 1720 году положение вождя перешло к Александру Броди из Броди, который в 1727—1754 годах был лордом Львом (герольдмейстером Шотландии). Во время восстания якобитов в 1745 году вождем клана был Александр Броди 19-й вождь Броди.[30].
- К 1774 году поместье Броди столкнулось с финансовыми проблемами и было продано в судебном порядке. Джеймс Броди из Броди, 21-й вождь, был женат на леди Маргарет Дафф, дочери Уильяма Даффа, 1-го графа Файфа. Граф Файф пришел на помощь и купил поместье, вернув половину Броди[31].

### XIX век, Индия
- Джеймс Броди отправился в Индию в поисках счастья. Он вернулся из Мадраса очень богатым человеком и приобрел поместья Тандертон-Хаус в Элгине, Арнхолл в Кинкардиншире и в Барне. Он женился на дочери Джеймса Вемиса из Вемиса от леди Элизабет Сазерленд, дочери Уильяма Сазерленда 17-го графа Сазерленда, и у него был единственный ребенок, дочь Элизабет. Элизабет Броди в 1813 году вышла замуж за Джорджа Гордона, маркиза Хантли, который после смерти отца в 1827 году стал 5-м герцогом Гордоном[32][33][34].
- Джеймс Броди уехал в Индию и участвовал в Ост-Индской компании. Он построил особняк в Мадрасе на берегу реки Адьяр и назвал его Замок Броди (Мадрас). Сейчас этот замок используется под Колледж Карнатической Музыки. Джеймс(младший) умер в Индии на лодке на реке Адьяр в 1801/02 году[35][36][37].

Сэр Бенджамин Броди, королевский хирург, в 1834 году стал баронетом.
Представитель семейства, прославившийся печально известным и злым характером — декан Уильям Броди из Эдинбурга жил двойной жизнью как достойный член совета днем и грабитель ночью, и, в конце концов, был повешен на виселице его собственного изобретения в 1788 году. Образ жизни этого джентльмена вдохновил Р. Л. Стивенсона на написание «Доктора Джекилла и мистера Хайда».
Ветвями семейства являются Броди из Летэна в Нэрне, из Идвиса в Ангусе и из Истборна в Суссексе. Замок Броди, теперь восстановленный, является резиденцией вождя клана.